# Asterocheres aesthetes
Asterocheres aesthetes is een eenoogkreeftjessoort uit de familie van de Asterocheridae. De wetenschappelijke naam van de soort is voor het eerst geldig gepubliceerd in 1984 door Ho.